# Smarżowa
Smarżowa is een dorp in de Poolse woiwodschap Subkarpaten. De plaats maakt deel uit van de gemeente Brzostek en telt 650 inwoners.